# Стефан-Караджа (Силистренская область)
Стефан-Караджа (болг. Стефан Караджа) — село в Болгарии. Находится в Силистренской области, входит в общину Главиница. Население составляет 1 021 человек.
Названо в честь Стефана Караджа, болгарского национального героя, революционера, участника национально-освободительного движения в Болгарии и Румынии, видного лидера восстания против Османской империи.

## Политическая ситуация
В местном кметстве Стефан-Караджа, в состав которого входит Стефан-Караджа, должность кмета (старосты) исполняет Калин Мирчев Априлов (Движение за права и свободы (ДПС)) по результатам выборов правления кметства.
Кмет (мэр) общины Главиница — Насуф Махмуд Насуф (Движение за права и свободы (ДПС)) по результатам выборов в правление общины.